# Ždrilo
Ždrilo es una localidad de Croacia en el ejido del municipio de Posedarje, condado de Zadar.

## Geografía
Se encuentra a una altitud de 9 m s. n. m. a 263 km de la capital nacional, Zagreb.

## Demografía
En el censo 2011 el total de población de la localidad fue de 23 habitantes.Hasta la reorganización territorial en Croacia, era parte del antiguo municipio de Zadar. Como lugar poblado, Ždrilo existe desde el censo de 2011. Fue creado separando parte del asentamiento.
| Gráfica de población de Ždrilo 1857-2011                            |
|                                                                     |
| Según los censos de población de la oficina estadística de Croacia. |